# Jelzowka (Jelzowski)
Jelzowka (russisch Ельцовка) ist ein Dorf (selo) in der Region Altai (Russland) mit 2861 Einwohnern (Stand 14. Oktober 2010).

## Geographie
Der Ort liegt gut 160 km Luftlinie östlich des Regionsverwaltungszentrums Barnaul am westlichen Rand des Salairrückens überwiegend am rechten Ufer des Ob-Nebenflusses Tschumysch.
Jelzowka ist Verwaltungssitz des Rajons Jelzowski sowie Sitz und einzige Ortschaft der Landgemeinde Jelzowski selsowet.

## Geschichte
Das Dorf wurde 1770 gegründet und 1939 Zentrum eines Rajons.

### Bevölkerungsentwicklung
| Jahr | Einwohner |
| ---- | --------- |
| 1939 | 2667      |
| 1959 | 2899      |
| 1970 | 2974      |
| 1979 | 3512      |
| 1989 | 3561      |
| 2002 | 3337      |
| 2010 | 2861      |

Anmerkung: Volkszählungsdaten

## Verkehr
Durch Jelzowka verläuft die Regionalstraße R366, die von Bijsk über das benachbarte Rajonzentrum Zelinnoje kommend weiter über den Salairrücken nach Nowokusnezk in der Oblast Kemerowo führt.

## Söhne und Töchter des Ortes
- Jekaterina Sawinowa (1926–1970), Schauspielerin